# 半夏散
半夏散、半夏湯，出自《傷寒雜病論》。

## 主治
- 少陰病咽痛，脈浮者，半夏散主之。
- 少陰病咽痛，脈浮，不能服散者，半夏湯主之。[1]

## 外部連結
- 小半夏湯 （页面存档备份，存于） 中藥方劑像數據庫  (香港浸會大學中醫藥學院) （中文）（英文）